# Foire de Saint-Louis

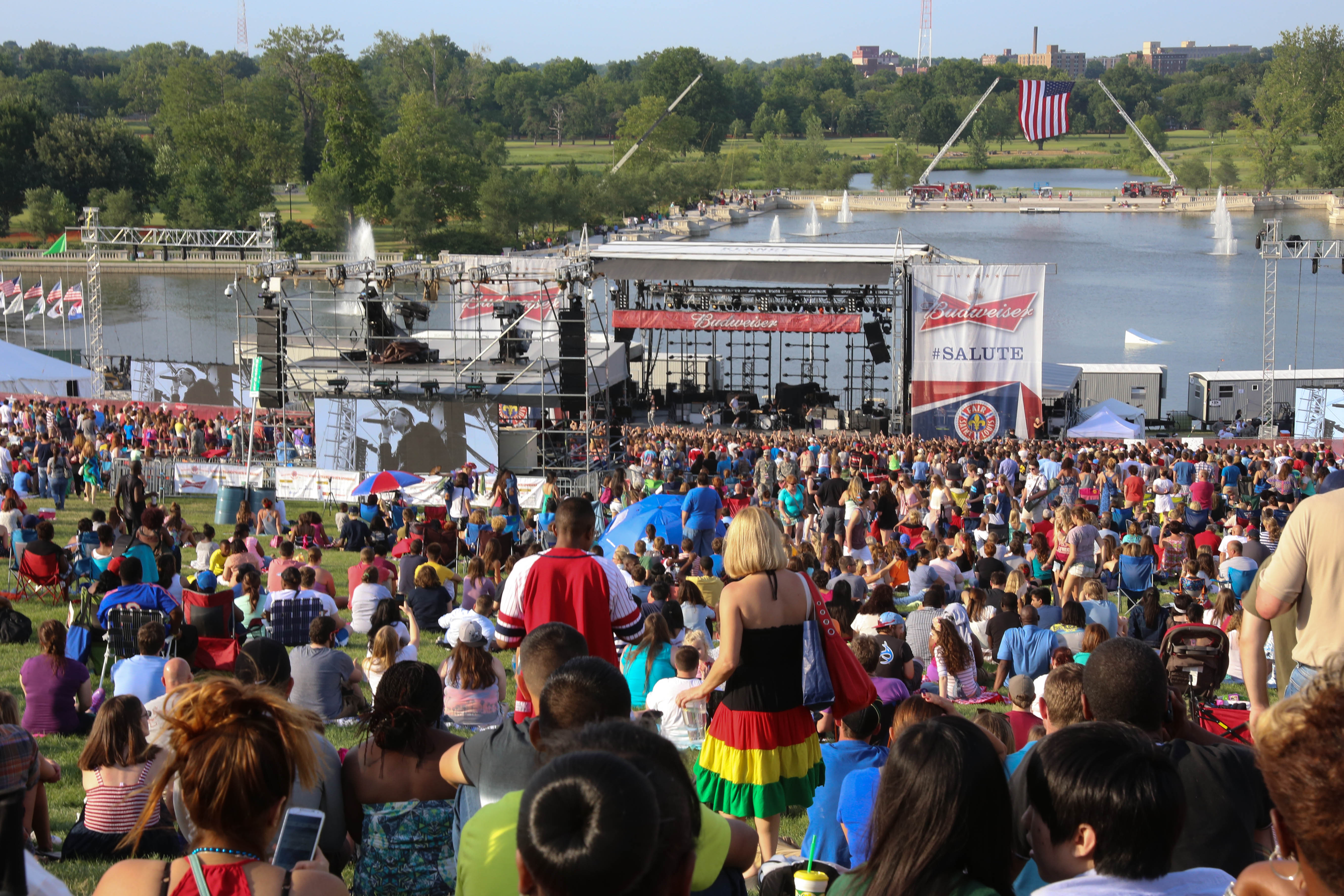
La foire de ST-Louis en 2014

La foire de Saint-Louis (en anglais : Fair Saint Louis) est une foire annuelle à Saint-Louis, dans le Missouri. Elle a lieu habituellement dans le parc national de Gateway Arch.